# Concilio di Antiochia (341)
Il Concilio di Antiochia (Concilium Antiochenum), conosciuto anche come Sinodo di Antiochia o Concilio della Dedicazione, (chiamato così in occasione della dedicazione della grande basilica ivi costruita per volontà di Costantino), si celebrò nel 341 in Antiochia di Siria (l’odierna Antakya in Turchia), fu un sinodo locale presieduto dal patriarca di Antiochia, l'ariano Flacillo (o Placillo) di Antiochia, e con la partecipazione dell'imperatore Costanzo II, dell'ariano Eusebio di Nicomedia e di un totale di novantasette vescovi, di cui quaranta ariani.

## Decisioni del sinodo

### Approvazione di venticinque canoni sulla disciplina ecclesiastica
Furono sanciti venticinque canoni (o "regole") che riguardarono i vari aspetti della disciplina ecclesiastica: il contrasto all'assenteismo dei presbiteri, le norma sulle relazioni da intrattenere con persone scomunicate, la sinodalità delle ordinazioni episcopali, il principio di territorialità. Tra questi i più significativi furono:
- Canone I

Venne introdotta la scomunica (anatema) per quei vescovi quartodecimani che avessero celebrato la Pasqua secondo l'uso degli Ebrei, il terzo giorno dal XIV Nissan. Il canone così pronuncia: «anatema per quei (vescovi) che non si conformeranno al regolamento del Concilio di Nicea intorno al giorno della celebrazione della Pasqua».
- Canone V

Venne pronunciata la deposizione contro un clero scismatico: «se esso continua a turbare la Chiesa sia represso dalla possanza esteriore, quale sedizioso». 
- Canone XII

Venne sancito che nessun vescovo potesse «intromettersi in una città non sottomessa alla sua giurisdizione», inoltre che quel vescovo occupante la sede vescovile di una diocesi vacante «senza il consenso del metropolita e del sinodo diocesano» venisse deposto come intrusus. La norma riporta: «Se la condanna è inflitta con l’unanime consenso dei vescovi della eparchia, l’invasore non ha il diritto di appellarsi contro la depositio o dejectio». Nel sinodo che si tenne a Sardica (343 d.C.), venne invece riconosciuto al punito il diritto di appellarsi al papa, cosa che fu poi accettata da tutta la Chiesa. 
- Canoni XVI e XIX

Venne affermato che spettasse al «sinodo convocato e presieduto dal metropolita (definito 'Sinodo perfetto'), eleggere un vescovo per una sede vacante». Ai vescovi della provincia impossibilitati a parteciparvi veniva richiesto di «fornire per iscritto l'assenso alla elezione».
- Canone XXII

Venne stabilito che i candidati agli ordini sacri (episcopato, presbiterato e diaconato) fossero «ordinati dal proprio metropolita e dal proprio vescovo». La trasgressione di queste norme comportava l'annullamento delle ordinazioni. 
- Canone XXIII

Venne esclusa «la successione episcopale diretta» e venne deciso che al metropolita e ai vescovi vicini spettasse «l'elezione del vescovo successore».

### Condanna di Marcello di Ancira e Atanasio di Alessandria
Fu condannato il sabellianismo di Marcello d'Ancira e venne ribadita, come nel precedente Concilio di Antiochia (340), la condanna del sostenitore niceno Atanasio di Alessandria, che difese apertamente l'homoousios niceno. Atanasio venne deposto e al suo posto si insediò Gregorio di Cappadocia.

### Il Credo della Dedicazione
Venne stilato il cosiddetto Credo della Dedicazione, con cristologia filoariana, mancante della consustanzialità del Figlio, successivamente rifiutato da papa Innocenzo I. Definita dagli storici ecclesiastici come IV formula di fede di Antiochia, fu 'una formula di fede piuttosto anodina per mettere da parte il Credo di Nicea'. Eusebio di Nicomedia, che divenne influente per la nomina a vescovo di Costantinopoli (338 d.C.), pur proponendo una formula di compromesso, «Cristo ed il Padre coesistevano eternamente», e senza affrontare la problematica della consustanzialità, fece togliere dal testo del Credo di Nicea la frase «genitum, non factum, consustantialem Patri (generato, non creato, della stessa sostanza del Padre)». Si ottenne così un diverso Symbolum che riesumava una formula conosciuta ad Antiochia e risalente al martire Luciano. In questa nuova formula, diversa da quella di Nicea, da una parte si ratificò la condanna dell’arianesimo radicale che sosteneva che il Figlio non è una creatura, e dall'altra il tentativo di accostare il più possibile il Figlio al Padre, evitando però il termine "homoousios" e rilevando la dottrina delle tre ipostasi(le tre persone della Trinità poste a un livello paritario e non più gerarchico), la cui unità risiede non nella unità di essenza, ma nella reciproca armonia (in greco symphonìa).

## Vescovi presenti
- Acacio di Cesarea
- Dianio di Cesarea diCappadocia
- Eudossio
- Giorgio di Laodicea
- Marco di Aretusa
- Patrofilo di Scitopoli
- Teodoro di Eraclea
- Eusebio di Gadara